# Descendants: The Rise of Red
Descendants: The Rise of Red (englisch für ‚Nachfahren: Der Aufstieg Reds‘) ist ein US-amerikanischer Fernsehfilm von Jennifer Phang aus dem Jahr 2024. Der Film ist ein Spin-off der Descendants-Filmreihe. Die Hauptrollen haben Kylie Cantrall, Malia Baker, Rita Ora und China Anne McClain inne.
Der Film wurde am 12. Juli 2024 auf Disney+ veröffentlicht. Die Fernsehpremiere auf dem US-amerikanischen Disney Channel fand am 9. August 2024 statt. Die deutsche Fernsehpremiere fand am 28. Oktober 2024 auf dem deutschen Disney Channel statt. 
Mit Descendants: Wicked Wonderland ist ein fünfter Teil für 2026 angekündigt.

## Handlung
Nach der Hochzeit von Mal und Ben sind diese zusammen mit Evie und Jay auf Reisen, um neue Länder zu erkunden. Uma ist neue Schulleiterin und Rektorin von Auradon Prep. Ihre erste Aufgabe ist es, die Grenze zwischen Auradon und dem Wunderland zu öffnen, indem sie Prinzessin Red, die rebellische Tochter der tyrannischen Herzkönigin Bridget, einlädt die Schule zu besuchen.
Red und ihre Mutter reisen nach Auradon, wo die Königin und Cinderella zum ersten Mal seit ihrer Zeit an der Merlin Academy, dem ursprünglichen Namen von Auradon Prep, wieder aufeinandertreffen. Das Treffen schlägt schnell in Feindseligkeit um, als Bridget sich an einen traumatischen Streich erinnert, den sie während ihrer Schulzeit ertragen musste. Während der Eröffnungszeremonie, startet die Königin unerwartet einen Staatsputsch mit ihrem magischen Kartenspiel und nimmt die anderen Anwesenden als Geiseln. Als Cinderella sich weigert, sich vor der Königin zu verbeugen, ist Red durch ihre Mutter gezwungen, sie zum Hochverrat durch Enthauptung zu verurteilen. Dies erfreut ihre Mutter, aber die Menge ist erzürnt. Voller Entsetzen und Schuldgefühlen versucht Red mit einer magischen Taschenuhr ein paar Minuten in der Zeit zurückzureisen, um den Putsch zu verhindern, indem sie das Kartenspiel ihrer Mutter stiehlt. Dabei wird sie von Cinderellas perfektionistischer und gutherziger Tochter Chloe angegriffen, die versehentlich die Uhr aktiviert und beide Mädchen in die Vergangenheit schickt. Sie landen an der Merlin Academy, an der ihre Mütter studiert haben. Red und Chloe glauben, dass sie aus einem bestimmten Grund dorthin geschickt wurden, und erklären sich widerwillig bereit, zum Wohle ihrer Mütter, zusammenzuarbeiten.
Red und Chloe, die sich als Austauschschüler ausgeben, schreiben sich an der Merlin Academy ein und treffen dort auf Ella und Bridget, die jugendlichen Gestalten von Cinderella und der Herzkönigin, und beginnen, nach Wegen zu suchen, die „Gegenwart“ zu verändern. Sie sind schockiert über die Persönlichkeiten ihrer Mütter, denn Bridget ist nett und Ella will sich nicht in die königliche Gesellschaft einfügen. Sie treffen im Hof auf die jüngeren Versionen der Schurken und Uliana, Ursulas jüngere Schwester. Nachdem sie absichtlich zu viele von Bridgets verzauberten Flamingo-Cupcakes mit Federn gegessen hat, verwandelt sich Uliana in einen Flamingo. Als sie sich wieder in sich selbst verwandelt, beschließt sie, sich an Bridget zu rächen.
Red und Chloe beschließen mit Ella zu sprechen, um mehr zu erfahren, und finden heraus, dass Uliana in der Schwarzen Lagune herumhängt. Red und Chloe belauschen den Plan, Bridget während des Tanzes mit Hilfe eines Zauberer-Kochbuchs ein Törtchen zu geben, das sie in ein Monster verwandeln wird. Red und Chloe erkennen, dass dies der Streich gewesen sein muss, der Bridget in ein Monster verwandelt hat und finden das Kochbuch in Merlins Arbeitszimmer. Allerdings gelingt es den Schurken, es ihnen zu entwenden, aber weil das Buch nicht „in die falschen Hände“ geraten darf, werden sie auf magische Weise eingefroren und Merlin entdeckt sie und lässt sie nachsitzen. Red gelingt es das Kochbuch zu verstecken und die beiden machen sich auf den Weg zurück in die Gegenwart.
Sie kehren in die Zeit zurück, in der Uma ihre Rede während der Eröffnungszeremonie gehalten hat, und die Königin spricht dieselben Worte wie in der ursprünglichen Zeitlinie. Red ist zunächst erschrocken, dass sich nichts geändert hat, ist aber erleichtert, als sie sieht, dass ihre Mutter ein helleres Kleid trägt und eine Reihe von Herzblasen für die Feier kreiert. Durch ihre Erzählung informiert Uma das Publikum darüber, dass dies ein Happy End ist, weist aber darauf hin, dass es gefährliche Folgen haben kann, wenn man mit dem Gefüge der Zeit spielt, und dass die Geschichte noch nicht zu Ende ist.

## Produktion
Im September 2021 wurden zwei weitere Descendants-Filme angekündigt. Wenige Monate später gab Disney+ offizielle die Beauftragung der Fortsetzung Descendants: The Pocketwatch in Auftrag. Der Film soll dabei stark von Alice im Wunderland inspiriert sein.
Im September 2022 wurde im Rahmen der D23 Expo bekannt gegeben, dass Kylie Cantrall und Dara Reneé Hauptrollen im Film übernehmen werden. Des Weiteren wurde angekündigt, dass China Anne McClain nach Descendants 2 und Descendants 3 erneut als Uma zurückkehren wird. Im November 2022 wurde die Besetzung um Rita Ora, Brandy, Malia Baker, Ruby Rose Turner, Morgan Dudley und Joshua Colley erweitert. Brandy wird dabei erneut als Cinderella zu sehen sein, welche sie bereits im 1997 erschienenen Musikfilm spielte. Auch Melanie Paxson kehrt als Gute Fee zum Film zurück. Im Februar 2023 wurden Jeremy Swift und Leonardo Nam gecastet. Im Februar 2023 wurden einige Jungdarsteller für bekannte Disney-Figuren gecastet. Paolo Montalban, der bereits 1997 in Cinderella die Rolle des Prinz Charming übernahm, wurde im März 2023 offiziell als Besetzungsmitglied bekanntgegeben. Ende März 2023 wurde Alex Boniello für die Rolle des Karo-Bube, der Hauptmann der Roten Armee der Herzkönigin, verpflichtet.
Die Dreharbeiten begannen Ende Januar 2023 in Vancouver, Kanada. Mitte März 2023 waren die Dreharbeiten abgeschlossen.
Im März 2023 wurde der Originaltitel von Descendants: The Pocketwatch in Descendants: The Rise of Red geändert.

## Besetzung und Synchronisation
Die deutschsprachige Synchronisation entstand nach einem Dialogbuch von Corinna Steinbach und unter der Dialogregie von Marina Köhler durch die Synchronfirma Iyuno Germany in München.
| Figur               | Darsteller         | Deutscher Sprecher      | Bemerkung                                                |
| Gegenwart           | Gegenwart          | Gegenwart               | Gegenwart                                                |
| ------------------- | ------------------ | ----------------------- | -------------------------------------------------------- |
| Red                 | Kylie Cantrall     | Zina Laus               | Tochter von Herzkönigin Bridget                          |
| Chloe Charming      | Malia Baker        | Tilda Kortemeier        | Tochter von Cinderella und König Charming                |
| Uma                 | China Anne McClain | Malika Bayerwaltes      | Tochter von Ursula                                       |
| Herzkönigin Bridget | Rita Ora           | Caroline Combrinck      | Antagonistin aus Alice im Wunderland                     |
| Gute Fee            | Melanie Paxson     | Daniela Reidies         | Die Gute Fee aus Cinderella                              |
| Cinderella          | Brandy             | Stephanie Kellner       | Protagonistin aus Cinderella                             |
| König Charming      | Paolo Montalban    | Matthias von Stegmann   | Protagonist aus Cinderella                               |
| Maddox Hutmacher    | Leonardo Nam       | Dustin Peters           | Sohn des verrückten Hutmachers aus Alice im Wunderland   |
| Karo-Bube           | Alex Boniello      | Peter Lewys Preston     | Hauptmann der Roten Armee der Herzkönigin                |
| Aladdin             | Levin Valayil      | Thomas Lettow           | Protagonist aus Aladdin                                  |
| Jasmin              | Shazia Pascal      | Sofie Gross             | Protagonistin aus Aladdin                                |
| Vergangenheit       |                    |                         |                                                          |
| Uliana              | Dara Reneé         | Pola Jane O’Mara        | jüngere Schwester von Ursula                             |
| Bridget             | Ruby Rose Turner   | Melanie Olbert          | Herzkönigin Bridget als Jugendliche                      |
| Ella                | Morgan Dudley      | Pia Amofa-Antwi         | Cinderella als Jugendliche                               |
| Direktor Merlin     | Jeremy Swift       | Mike Carl               | Zauberer aus Die Hexe und der Zauberer                   |
| Hook                | Joshua Colley      | Benjamin Weygand        | Captain Hook als Jugendlicher, Antagonist aus Peter Pan  |
| Hades               | Anthony Pyatt      | Nicolai Mondschein      | Hades als Jugendlicher, Antagonist aus Hercules          |
| Morgie              | Peder Lindell      | Malte Wetzel            | Sohn von Morgan le Fay                                   |
| Maleficent          | Mars               | Constanze Buttmann      | Maleficent als Jugendliche, die böse Fee aus Dornröschen |
| Prinz Charming      | Tristan Padil      | Xiduo Zhao              | König Charming als Jugendlicher                          |
| Fay                 | Grace Narducci     | Lilian Weckmann-Pokorny | Die Gute Fee als Jugendliche                             |
| Aladdin             | Kabir Berry        | Gesang im O-Ton         | Aladdin als Jugendlicher                                 |
| Jasmin              | Aiza Azaar         | Gesang im O-Ton         | Jasmin als Jugendliche                                   |
| Böse Stiefmutter    | Julee Cerda        | Angela Wiederhut        | Antagonistin aus Cinderella                              |

## Soundtrack
In dem Film sollen sieben neue Songs sowie Disney-Klassiker zu hören sein. Der Soundtrack wurde am 12. Juli 2024 veröffentlicht. Als erste Single wurde What’s My Name (Red Version), gesungen von China Anne McClain und Kylie Cantrall, veröffentlicht. Die zweite Single Red, gesungen von Kylie Cantrall, erschien am 21. Juni 2024.
Tracklist:
1. Red – Kylie Cantrall & Alex Boniello
2. So This Is Love – Brandy & Paolo Montalban
3. Love Ain’t It – Rita Ora, Kylie Cantrall, Brandy & Malia Baker
4. What’s My Name (Red Version) – China Anne McClain & Kylie Cantrall
5. Fight of Our Lives – Kylie Cantrall & Malia Baker
6. Life Is Sweeter – Cast von Descendants
7. Perfect Revenge – Dara Reneé, Anthony Pyatt, Joshua Colley & Mars
8. Shuffle of Love – Ruby Rose Turner
9. Get Your Hands Dirty – Malia Baker & Morgan Dudley
10. Life Is Sweeter (Reprise) – Rita Ora & Kylie Cantrall
11. Life Is Sweeter (Remix) – Cast von Descendants
12. Bad Reputation – Kylie Cantrall
13. Descendants: The Rise of Red Score Suite – Torin Borrowdale

## Rezeption

### Kritik
The Rise of Red erhielt ein verhaltenes Presseecho. So erfasst der US-amerikanische Aggregator Rotten Tomatoes 57 % wohlwollende Besprechungen und ordnet den Film dementsprechend als „Gammelig“ ein.

„Weiterer Teil einer (Fernseh-)Fantasy-Musical-Reihe um die Kinder von Disney-Märchen-Bösewichtern, die nurmehr eine schwache und teils unlogisch umgesetzte Filmhandlung mit Rap- und HipHop-Songs bietet. Choreographien und Kostüme sorgen für einen hohen Camp-Faktor, ohne der Vorsehbarkeit von Handlung und Auflösung gegensteuern zu können.“

### Abruf
Der Film wurde in den ersten drei Streaming-Tagen auf Disney+ von 6,7 Millionen Zuschauern gesehen und war damit die erfolgreichste Premiere eines Disney-Originalfilms. Insgesamt hatte der Film über 33 Millionen Zuschauer in 12 Wochen.

## Fortsetzung
Im Februar 2025 wurde ein fünfter Teil angekündigt. Darin sollen Kylie Cantrall, Malia Baker und Leonardo Nam in ihren Rollen als Red, Chloe und Maddox Hutmacher zurückkehren. Descendants: Wicked Wonderland ist für eine Veröffentlichung auf dem Disney Channel und Disney+ in 2026 vorgesehen.